# Vardeklettane
Vardeklettane är en bergstopp i Antarktis. Den ligger i Östantarktis. Norge gör anspråk på området. Toppen på Vardeklettane är 1 680 meter över havet, eller 325 meter över den omgivande terrängen. Bredden vid basen är 8,0 km.
Terrängen runt Vardeklettane är platt åt nordväst, men åt sydost är den kuperad. Trakten är obefolkad. Det finns inga samhällen i närheten.